# Romániai magyar láger- és börtönirodalom
A romániai magyar láger- és börtönirodalom (1918–1994) (németül Lager 'tábor') a hadifogoly- és koncentrációs táborok, börtönök emlékét idéző vallomások, dokumentumok, emlékírások és szépirodalmi, szociológiai feldolgozások elnevezése.

## Az I. világháború után
Már az I. világháborút követően megjelent a romániai magyar láger- és börtönirodalom áradata. Elekes György versei (Kézdivásárhely, 1921–24), Székely Gyula hadifogoly-életképei (Nagyvárad, 1929), Szígyártó Sándor két szibériai esztendejének története (Vajdahunyad, 1934) és Rónay Ernő Krasznojarszk c. hadifogoly-beszámolója (Nagyvárad, 1939) személyi élményt örökít meg az orosz fogságból. Markovits Rodion „kollektív riportregény”-e, a Szibériai garnizon (Kolozsvár, 1927) már több száz fogolytársa közléseinek irodalmi feldolgozása. A francia várfogságot elszenvedő Kuncz Aladár Fekete kolostor c. műve (Kolozsvár, 1931) dokumentumjellegen túlmenő művészi alkotás is. A szibériai évek késői bedolgozása önéletrajzi regénybe Lám Béla A körön kívül… c. műve (1967).

## 1939 után
A II. világháború alatti népirtást leleplező láger- és börtönirodalom első megnyilatkozásai közé tartozott a temesvári Grosz Sándor újságírói híradása 3 év zsidó kényszermunka c. alatt (1944), a nagyváradi Kornis Ottó A füst c. kötete (1945), valamint két aradi emlékezés Hegedűsné Molnár Anna (Miért? Arad, 1945) és Ferencz Dóra (KÁ-PÓ voltam… Arad, 1946) tollából. Kiemelkedik leleplező anyagával Nyiszli Miklós Dr. Mengele boncoló orvosa voltam az Auschwitz-i krematóriumban c. munkája (Nagyvárad, 1946). A szerző Utóhangban közölte: „Ezerháromszáz bajtársam véres holttestétől búcsúztam, hogy egyedül maradjak hírmondónak.” A megaláztatásokról s a halottégető – sőt élőket is megsemmisítő – kemencék szörnyűségeiről tanúskodó volt KZ-fogoly „nem a riporter, hanem az orvos tollával” megírt élménybeszámolója, mely a nemzetközi láger- és börtönirodalom egyik dokumentuma lett, sok nyelvre lefordították (későbbi kiadások címe: Orvos voltam Auschwitzban).
Ezt a történelmi tanúvallomást hamarosan nyomon követték a láger- és börtönirodalom kimondottan művészi formákba öntött megnyilatkozásai. Kertész Dénes Menekülés c. regénye (Nagyvárad, 1947) egy deportált leány történetéről még csak úttörő kísérlet, de Földes Mária Hölgy a barakkban c. drámájában (1960) már magas szinten ötvözi irodalmi és személyi élményeit, a deportáltak erkölcsi magatartásában utalva árulás és hűség egymást kizáró lehetőségeire. Harsányi Zimra A téboly napjai (1966), Simon Magda A nagy futószalagon (1967) c. alatt emlékezett, a franciaországi hadifogságból hazatért Gábor Ferenc Fehér csillagok alatt címmel (1968) mondja el egy kiskatona keserves sorsát, majd Bajor Andor bevezetőjével A jövőlesők címen (1971) eredeti lágernapló jelent meg Rózsa Ágnes tollából (újbóli kiadása: Nürnbergi napló. Budapest, 1978). A kolozsvári deportálás 30. évfordulójára kiadott Keserű órán c. antológia klasszikus magyar írók humánumát idéző válogatás, megjelenése után a hatalom a számára kényelmetlen könyvet bevonatta.
A láger- és börtönirodalom erkölcsi alátámasztást kapott Gáll Ernő Ettersbergi töprengések c. filozófiai esszéjében (Tegnapi és mai önismeret, 1975. 370–81). A szerző szenvedéseinek egykori színhelyén, Buchenwaldban találkozott lágeremlékeivel s a Weimar fölött emelkedő Ettersbergen, a koncentrációs tábor egykori Appelplatzán gondolta végig a holokauszt tanulságait az emberiség jövője számára. Szilágyi András A halhatatlan fűkaszás c. novelláskötetében (1977) az embertelenség közepette is kivirágzó emberséget idézi fel.
A láger- és börtönirodalom történelmi bizonylatai közé tartozik Horváth István 1951-ben írt Ribnica c. novellája, mely a Transznisztriában börtönben tartott, majd a német visszavonuláskor lemészárolt kommunisták tragédiáját idézte fel az egyetlen túlélő vallomása alapján. Ez az írás csak egy posztumusz kötetben jelenhetett meg (Kipergetett magvak. 1981. 205–266 és 496–98).
A láger- és börtönirodalom mélyen emberi értékű kiegészítése mindazon íróknak erkölcsi megnyilatkozása, akik – mint Méliusz József írja A Jitgadal elégia (1963–66) c. poémában – „a körül nem metéltek” közül szólaltatják meg „a megtagadott lelkiismeret jajongásait és kiáltozását” a zsidók ellen elkövetett bűnök nemzeti szégyenében. Daday Loránd A tű fokán c. novellában (1946, újraközölve A lápon át c. kötetben, 1970) döbbent rá a deportáltak tragédiájára. Kiss Jenő (Kicsi Ági), Horváth Imre (Öt éve), Szilágyi Domokos (Halál árnyéka; Mauthausen) verseit, Gellért Sándor és Sütő András auschwitzi zarándoklatát a Keserű órán c. antológia elevenítette fel.
Bálint Tibor Az engesztelés napja c. drámájában (1985) német-zsidó erkölcsi szembesítésre vállalkozott; Fodor Sándor A Fekete-erdő c. regényében (1986) az erőszaknak kiszolgáltatott deportáltak és hadifoglyok magatartásbeli ellentétei közepette egy túlélő lengyel ellenálló erkölcsi győzelmét örökítette meg. Sütő András a láger- és börtönirodalom tárgykörére visszatérve Álomkommandó c. drámájával (1987) az auschwitzi poklot az egész emberiség megpróbáltatásainak örök érvényű paradigmájává avatta.

## Szovjet önkény, román megtorlás
A fasiszta lágerekről szóló emlékezéseket kiegészíti a szovjet (Szabó György: Kolozsvári deportáltak az Uralban. Kolozsvár: Komp-Press Korunk Baráti Társaság. 1994) és a romániai erőszakos elhurcolásokat felidéző irodalom. Kacsó Sándor emlékiratainak III. kötetében leírja: előbb az Antonescu-rendszer hurcolta meg a magyar kisebbség értelmiségét, majd Romániának a II. világháborúból való kiugrása után 1944-ben a tábornok-kormányok alatt folytatódott a deportálás.
A Nehéz szagú iszap fölött c. kötet pontosan beszámol a Tîrgu Jiu mellett felállított láger szomorú történetéről, de ezt a hiteles könyvet már nem engedte kiadni a cenzúra, s így az I. és II. kötet újbóli kiadásával együtt csak Budapesten jelenhetett meg (1985). A diktatúra bukása után ugyanerről a barakk-táborról már idehaza is számot adhatott az ugyancsak ide internált Vita Zsigmond naplója, mely Élet a drótsövények mögött c. alatt folytatásosan jelent meg a Helikon 1990/28–31. számaiban. Kiss Jenő pedig több száz magyar civil Kolozsvárról való elhurcolásának, a focșani-i hadifogolytábor borzalmainak és néhányuk szerencsés szökésének eseményeivel jelentkezhetett, kézirata 20 évi rejtegetése után (Ithaka messze van. ESZC. Kolozsvár, 1992).

## A kommunista diktatúra lágerei
A láger- és börtönirodalom újabb hulláma a kommunista parancsuralomban elszenvedett megpróbáltatásokat hozta napvilágra. A nagyenyedi fogház politikai foglyainak sorsát Bethlen Béla írta meg, de munkája csak halála után került kiadásra Budapesten (Észak-Erdély kormánybiztosa voltam. Budapest, 1989). Puskás Lajos Szamosújvári börtönnapló c. hátrahagyott dokumentumát fia, Puskás Attila bevezetőjével és jegyzeteivel a Korunk jelentette meg (1990/12). A Szovjetunióba deportált Bitay László vallomása a Romániai Magyar Szó 1991. decemberi számaiban (6 ló – 40 ember), Gazda Ferenc börtönnaplója, az Elrabolt esztendők a Szabadságban jelent meg folytatásokban (1991. augusztus 13. – november 13.). Az ítélet nélkül hat évig fogva tartott Méliusz József Zsilava nem volt kávéház c. alatt A Hét 1991/44. számától kezdve folytatja emlékezéseit. 1992-ben mind a katolikus, mind a református egyház megkezdte a börtönt szenvedett lelkészek közléseinek összegyűjtését meghurcolásukról, így jelent meg 1996-ban két kötetben Akik imádkoztak üldözőikért. Börtönvallomások, emlékezések című kötet, számos lelkész leírta a vele történteket, köztük Szilágyi Sándor református lelkész.

## 1990 után
Az 1990-es marosvásárhelyi véres etnikai összetűzés, a fekete március után elítélt Cseresznyés Pál írta meg memoárját Március mártírja címmel, amely 2008-ban jelent meg.